# Julián de Luna
Julián de Luna y Peña (Zarza Capilla, 22 de agosto de 1789 - Cabeza del Buey, 21 de agosto de 1848) fue un pensador económico y agrarista español que desarrolló su obra durante la primera mitad del siglo XIX.
Julián de Luna nació en 1789 en Zarza Capilla, aunque siendo todavía muy niño pasó a vivir en Cabeza del Buey, donde acabaría sus días, tras una vida en la que, por motivos institucionales que le llevaron a ocupar varios cargos de representación política y civil, tuvo una residencia itinerante entre varias localidades del País Vasco, Andalucía y Extremadura.
Desde 1816 ocupó una Cátedra interina de Economía Política, algo que le llevó a realizar un Tratado de Economía Política, inédito hasta fechas recientes. En 1819 logró mediante oposición la Cátedra de Agricultura de Badajoz, cátedra que ejerció en Badajoz en el seno de la Sociedad Extremeña de Amigos del País y que abandonó en 1836. Posteriormente fue catedrático de  Matemáticas en Cáceres. Además, a lo largo de su vida ocupó numerosos cargos institucionales y políticos. A modo de ejemplo, fue secretario del gobierno liberal en Cáceres y Badajoz, y jefe político o gobernador en las provincias de Cáceres, Vizcaya y Huelva. Fue miembro de la Real Sociedad Económica Matritense, además de una figura muy relevante de la Real Sociedad Económica de Amigos del País de Badajoz, creada en 1816, con un papel fundamental de Luna en su creación y desarrollo inicial.
Julián de Luna contribuyó al debate sobre el aumento del pauperismo en las primeras etapas de la revolución liberal. En su obra se aprecia una profunda influencia del pensamiento de Malthus y de Álvaro Flórez Estrada. Igualmente, Julián de Luna elaboró un Tratado de la Felicidad que nunca llegó a publicar, pero que constituye una aportación relevante en el marco del Socialismo Utópico español decimonónico.